# Морено-и-Диас, Эсекель
Эсекель (Иезекии́ль) Морено-и-Диас (исп. Ezequiel Moreno y Díaz, 9 апреля 1848, Альфаро — 19 августа 1906, Монтеагудо, Наварра) — католический святой, член монашеского ордена августинцев-реколлекционистов, миссионер, апостольский викарий апостольского викариата Касанаре с 1 мая 1894 года по 2 декабря 1895 года и епископ Пасто с 2 августа 1895 года по 9 августа 1906 года.

## Биография
Эсекель Морено-и-Диас родился 9 апреля 1848 года в городе Альфаро, Испания. 21 сентября 1864 года вступил в монашеский орден августинцев-реколлекционистов. Через некоторое время его отправили на миссию на Филиппины, где 3 июня 1871 году он был рукоположён в священника.
23 октября 1893 года Римский папа Лев XIII назначил Эсекеля Морено-и-Диаса титулярным епископом Пинары. 1 мая 1894 года Эсекель Морено-и-Диас был рукоположён в епископа. 8 июня 1894 года он был назначен апостольским викарием апостольского викариата Касанаре.
2 декабря 1895 года Римский папа Лев XIII назначил Эсекеля Морено-и-Диаса епископом Пасто.   
Будучи больным раком, вернулся в Испанию, где скончался в монастыре 9 августа 1906 года.

## Прославление
Эсекель Морено-и-Диас был причислен к лику блаженных 1 ноября 1971 года и канонизирован 11 октября 1992 года.
День памяти — 19 августа.